# Nash Ensemble
Le Nash Ensemble of London est un ensemble de musique de chambre anglais fondé par la directrice artistique Amelia Freedman en 1964 alors qu'elle était étudiante à la Royal Academy of Music et tient son nom des Nash Terraces situées autour de l'Académie,. L'Ensemble remporte des prix des critiques au festival d'Édimbourg et à la Royal Philharmonic Society ainsi que l'édition 2002 du Gramophone Award pour la musique contemporaine.
Outre le répertoire classique, l'Ensemble interprète des œuvres de nombreux compositeurs contemporains dont Richard Rodney Bennett, Harrison Birtwistle, Elliott Carter, Henri Dutilleux et Peter Maxwell Davies et a créé plus de 200 œuvres.

## Membres
Membres actuels.
- Adrian Brendel (violoncelle)
- Ian Brown (piano)
- Philippa Davies (flûte)
- Richard Hosford (clarinette)
- Gareth Hulse (hautbois)
- Ursula Leveaux (basson)
- Duncan McTier (contrebasse)
- Lawrence Power (alto)
- Laura Samuel (violon)
- Marianne Thorsen (violon)
- Lucy Wakeford (harpe)
- Richard Watkins (en) (cor)

Anciens membres.
- Clifford Benson (piano)
- Malin Broman (violon)
- Roger Chase (en) (alto)
- Michael Collins (clarinette)
- Marcia Crayford (violon)
- Mark David (trompette)
- Catherine Edwards (orgue et piano)
- Liz Layton (violon)
- Bryn Lewis (harpe)
- Simon Limbrick (percussion)
- Frank Lloyd (en) (cor)
- Judith Pearce (flûte)
- John Pigneguy (cor)
- David Purser (trombone et sacqueboute)
- Christopher Van Kampen (violoncelle)
- Paul Watkins (en) (violoncelle)
- James Watson (en) (trompette)
- Brian Wightman (basson)